# Rudoloculina
Rudoloculina es un género de foraminífero bentónico de la familia Miliolidae, de la superfamilia Milioloidea, del suborden Miliolina y del orden Miliolida. Su especie tipo es Rudoloculina hooperi. Su rango cronoestratigráfico abarca el Holoceno.

## Clasificación
Rudoloculina incluye a las siguientes especies:
- Rudoloculina hooperi